# Museo Nacional de Arqueología, Antropología e Historia del Perú
Le Museo Nacional de Arqueología, Antropología e Historia del Perú (Musée national d'archéologie, d'anthropologie et d'histoire du Pérou) (MNAAHP) est le musée le plus ancien du Pérou. Il est situé Plaza Bolívar dans le district de Pueblo Libre dans la ville de Lima. 

## Création
Le musée a été fondé en 1822 par José Bernardo de Tagle, Bernardo de Monteagudo et Mariano Eduardo de Rivero y Ustariz, qui s'est chargé d'installer le projet muséal jusqu'en 1826. 
L'archéologue allemande Maria Reiche (1903-1988) y a travaillé.

## Collection
Le MNAAHP possède une grande variété d'objets culturels historiques de la civilisation péruvienne : il conserve plus de 100 000 pièces qui couvrent toute l'occupation humaine de ce qui est aujourd'hui le Pérou. L'importance et la qualité des objets exposés et conservés dans ses réserves en font le musée le plus important du Pérou.
Parmi ses trésors notables, on compte les mains croisées de Kotosh, la stèle Raimondi et l'obélisque de Tello de la culture Chavín, les manteaux Paracas, et de nombreuses peintures de la période vice-royale, principalement de l'école de Cuzco, et de la période républicaine. 

## Activités culturelles
Le musée dispose d'ateliers pour la conservation des objets archéologiques, en particulier les textiles et les métaux. 
Il offre également des ateliers pour les enfants et les adolescents. Depuis 2003, le MNAAHP organise une série d'événements appelés « Le musée ouvre la nuit ».